# 植田益朗
植田益朗（1955年—），日本資深男性動畫製作人。曾任Aniplex與A-1 Pictures的代表董事社長，現為Aniplex的企業顧問。前日昇動畫所屬製作人。

## 來歷、人物
日本大學藝術學部電影學科畢業後，1979年進入動畫公司日本日昇動畫（今日昇動畫）任職。從此以製作人一職參加過《機動戰士鋼彈III 相逢宇宙篇》、《銀河漂流拜法姆》、《蒼之流星SPT雷茲納》、《城市獵人》等許多日昇動畫的作品。
1995年，就任日昇動畫常務董事。並曾經於鋼彈20週年總指揮。
2000年，於動畫《犬夜叉》播出期間，從服務將近20年的日昇動畫離職，然後有一段時間以自由製作人持續參加動畫製作。
2003年12月，就任媒體公司Aniplex的統括首席製作人。
2010年6月，就任Aniplex旗下動畫公司A-1 Pictures代表董事社長，至2015年4月辭任。
2014年2月，升任母公司Aniplex代表董事執行董事社長。
2015年4月，從A-1 Pictures代表的董事中辭退。擔任日本動畫100週年企劃「動畫NEXT＿100」推進會議的座長。
2016年4月，從Aniplex代表退休同時就任董事會長。轉任母公司Sony Music Entertainment的常務顧問，至2017年離開Aniplex。另於文化放送AG-ON Premium網路線上另開談話性廣播節目「植田益朗！」（每月的1日、15日發佈更新）。
2018年3月，與萬代影視的前社長渡邊繁2人一起成立Skyfall，由植田就任代表董事。
2019年4月，作為企劃製作與《∀鋼彈》時期以來親近的好友席德·米德睽違34年首度舉辦日本國内個展。

## 負責作品

### 日昇動畫
- 機動戰士鋼彈（製作進行）
  - 機動戰士鋼彈III 相逢宇宙篇（製作人）
- 傳說巨神伊甸王（製作進行）
- 超力機器人 卡拉特（日语：超力ロボ ガラット）（製作人）
- 銀河漂流拜法姆（製作人）
- 蒼之流星SPT雷茲納（製作人）
- （製作人）
- 城市獵人（製作人）
- 機甲獵兵（日语：機甲猟兵メロウリンク）（製作人）
- 機動戰士鋼彈0083：Stardust Memory（製作人）
- 裝甲騎兵 榮耀的異端（製作人）
- 機動戰士V鋼彈（製作人）
- 機動武鬥傳G鋼彈（製作人）
- 死係長（製作人）
- 新機動戰記鋼彈W（製作人）
- 闇夜的時代劇（企劃）
- 機動新世紀鋼彈X（企劃製作人）
- 機動戰士鋼彈 第08MS小隊（製作人）
- 奧運高手（製作人）
- 沈默的艦隊（製作人）
- 機動神腦（企劃製作人）
- 星界的紋章（企劃）
- 聖天空戰記（製作人）
- 星際牛仔：天國之門（製作人）

### 自由身
- 犬夜叉（企劃）
- 怪醫黑傑克2小時特別篇 ～4個生命奇蹟～（製作人）
- 天使心（首席製作人）

### Aniplex
- 家有阿貴（製作人）
- 發條武士（日语：ぜんまいざむらい）（製作人）
- 天使心（首席製作人）
- 天保異聞 妖奇士（企劃協力）
- FLAG（創意製作人）
- 向陽素描（企劃）
- DARKER THAN BLACK -黑之契約者-（企劃）
- 王牌投手 振臂高揮（企劃）
- Baccano!！（企劃）
- RH+吸血鬼之夜（日语：RHプラス）（製作）
- 吸血鬼騎士（企劃）
- 鶺鴒女神（企劃）
- 夏目友人帳（企劃）
- 向陽素描×365（企劃）
- 夢回綠園 ～青春男生宿舍日誌～（製作）
- 鐵腕女警 DECODE:02（日语：鉄腕バーディー DECODE）（企劃）
- 黑執事（企劃）
- 地獄少女 三鼎（協力）
- 神薙（創意製作人）
- 豹頭王傳說（創意製作人）
- 鋼之鍊金術師 FULLMETAL ALCHEMIST（企劃）
- 亡念之扎姆德（企劃）
- 金色琴弦 ～secondo passo～（企劃）
- 乒乓 THE ANIMATION（製作）
- 東京殘響（製作）
- 無頭騎士異聞錄 DuRaRaRa!!×2 承（企劃）
- DOG DAYS（創意製作人）
- 可塑性記憶（企劃）
- Punch Line（製作）
- 亂步奇譚 Game of Laplace（製作）
- Classroom☆Crisis（企劃）
- 無頭騎士異聞錄 DuRaRaRa!!×2 轉（企劃）
- Charlotte（企劃）
- 無頭騎士異聞錄 DuRaRaRa!!×2 結（企劃）
- 甲鐵城的卡巴內利（製作）
- 魔奇少年 辛巴達的冒險（企劃）

### A-1 Pictures
- FAIRY TAIL（企劃）
- 黑執事II（創意製作人）
- 咎狗之血（創意製作人）
- 碎之星（企劃）
- 戰場女武神3 為誰而負的槍傷（企劃）
- 我們仍未知道那天所看見的花名。（企劃協力）
- 青之驅魔師（創意製作人）
- 歌之王子殿下 真愛1000%（創意製作人）
- 偶像大師（企劃協力）
- WORKING'!!（創意製作人）
- 宇宙兄弟（製作統括）
- 釣球（製作統括）
- 刀劍神域（制作統括）
- 來自新世界（企劃）
- 超速變形螺旋傑特（創意製作人）
- 魔奇少年（企劃）
- 我女友與青梅竹馬的慘烈修羅場（企劃）
- Vividred Operation（製作統括）
- 歌之王子殿下 真愛LOVE2000%（創意製作人）
- 我的妹妹哪有這麼可愛。（製作統括）
- SERVANT×SERVICE（企劃）
- 銀之匙 Silver Spoon（製作統括）
- 伽利略少女（製作統括）
- 世界征服 謀略之星（企劃）
- 龍孃七七七埋藏的寶藏（製作統括→製作）
- 刀劍神域II（企劃）
- ALDNOAH.ZERO（企劃）
- Persona4 the Golden ANIMATION（企劃）
- 黑執事 Book of Circus（企劃）
- 魔術快斗1412（首席製作人）
- 七大罪（企劃）
- 四月是你的謊言（製作）
- 不起眼女主角培育法（製作）
- 偶像大師 灰姑娘女孩（企劃）
- 魔法少女奈葉ViVid（企劃）
- 電波教師（製作指揮）
- 雙槍激鬥（企劃）
- WORKING!!!（企劃）
- 學戰都市Asterisk（企劃）
- 全部成為F THE PERFECT INSIDER（製作）
- 只有我不存在的城市（製作）

## 相關項目
- 諏訪道彥－讀賣電視台從屬製作人。曾經合作的作品有「城市獵人」「犬夜叉」「天使心」
- 竹田青滋（日语：竹田青滋）－每日放送從屬製作人。曾經合作的作品有「DARKER THAN BLACK」「黑執事」
- 丸谷嘉彥（日语：丸谷嘉彦）－前每日放送所屬製作人。曾經合作的作品有「銀河漂流華爾分13」
- 南雅彥－BONES的創立人與代表董事社長